# Noël Chamerlat
Pour les articles homonymes, voir Chamerlat.
Noël Victor François Chamerlat  est un homme politique français né le 28 novembre 1841 à Neuville et mort le 13 avril 1911 dans le 8e arrondissement de Paris. Il est député du Puy-de-Dôme pendant seize ans, de 1895 à sa mort.

## Biographie

### Origines, famille et études
Noël Chamerlat, originaire de Courpière, est issu d’une ancienne famille auvergnate, apparentée à la famille de Blaise Pascal. Il fait des études en pharmacie à Paris où il fréquente l’opposition républicaine avant de revenir s’établir à Courpière en 1869.

### Parcours politique
Adjoint au maire de la ville en 1870, il démissionne quatre ans plus tard avant d’accéder au fauteuil de maire en septembre 1877. Il est élu cette même année conseiller d’arrondissement, fonction qu’il occupe jusqu’en 1889, où il est élu conseiller général du canton de Courpière. En 1885, il laisse son officine pour se consacrer à la politique et à l’agriculture. Il est un grand promoteur de la vigne dans la région de Thiers.
Il est élu député de l’arrondissement de Thiers le 5 mai 1895, en remplacement de Jean-Baptiste Duchasseint (décédé). Il l’emporte par 10 165 voix contre 9 558 à M. Marignier. Il est réélu constamment, battant le même Marignier le 8 mai 1898 (11 295 voix contre 9 294), puis successivement M. Dunant le 27 avril 1902 (12 920 voix contre 4 302), M. Nourisson le 6 mai 1906 (13 764 voix contre 5 201), et enfin M. Fayet le 24 avril 1910 (10 216 voix contre 184).
De santé fragile, il reste un peu en dehors des grandes luttes parlementaires. Il meurt à soixante-dix ans, en cours de mandat. Son remplaçant est Joseph Claussat.
Une rue de Courpière porte son nom.

## Mandats parlementaires
- 1895- 1911 : député du Puy-de-Dôme (Radical-socialiste)

## Mandats politiques locaux
- 1877 - 1911 : maire de Courpière
- 1877 - 1889 : conseiller d'arrondissement
- 1889 - ? : conseiller général de Courpière

## Sources
- « Noël Chamerlat », dans le Dictionnaire des parlementaires français (1889-1940), sous la direction de Jean Jolly, PUF, 1960 [détail de l’édition]